# 夏县文庙
夏县文庙，位于山西省运城市夏县县城瑶峰镇南关村解放南路80号，是山西省境内现存最大的一座县级文庙，已列为中华人民共和国全国重点文物保护单位之一。

## 历史
据庙中碑文所载，夏县文庙始创于宋朝，元至元十四年（1354年）重修。在明嘉靖三十四年十二月十二日（1556年1月23日）夜发生的震级8级以上的嘉靖大地震中，其他建筑毁损殆尽，唯有文庙大成殿独存。

## 建筑
夏县文庙大成殿面阔七间，进深五间，单檐歇山顶。中部采用减柱造。柱头斗拱六铺作三下昂。
夏县文庙大成殿屋顶的脊饰和山花均使用琉璃装饰。

## 保护
2004年11月15日，夏县文庙公布为第一批运城市文物保护单位。
2013年3月5日，夏县文庙大成殿由中华人民共和国国务院公布为第七批全国重点文物保护单位，编号7-0845-3-143。